# アメリカ建築家協会
アメリカ建築家協会（American Institute of Architects）は、ワシントンD.C.に本部を置く、建築家による団体である。

## 概要
1857年、ニューヨークにて設立。AIAは現在約83500名が加入している。

## 賞
- AIAゴールドメダル
- Architecture Firm Award（設計事務所が受賞対象の賞で、1907年創設。）